# Care of Cell 44
Singles de The Zombies
Friends of Mine
(septembre 1967) Butcher's Tale (Western Front 1914)
(juin 1968)
Care of Cell 44 est une chanson des Zombies composée par Rod Argent. Elle est présente sur leur album Odessey and Oracle et est sortie en single le 24 novembre 1967.
La chanson, qui raconte l'histoire d'une personne qui attend la sortie de prison de son conjoint, a été classée parmi les 200 meilleures chansons des années 1960 par le magazine Pitchfork.